# Wolfgang Gröbl

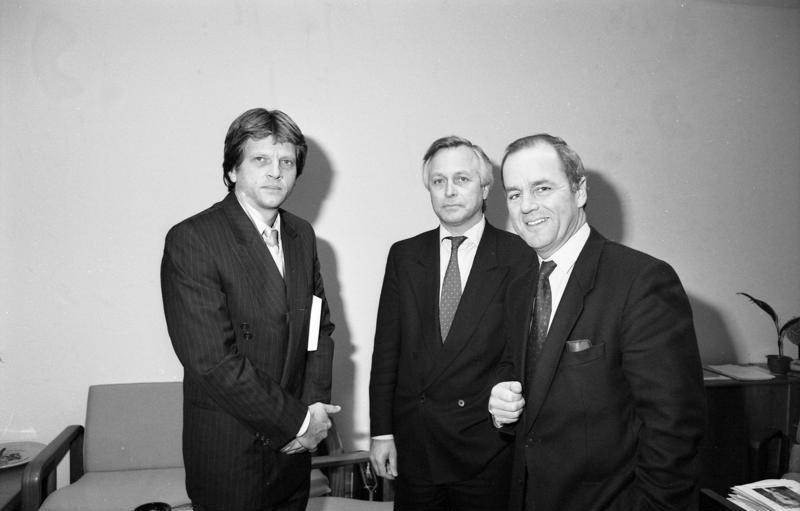
Wolfgang Gröbl (rechts) 1989 in Bonn, links neben ihm: Bernd Schmidbauer

Wolfgang Gröbl (* 12. März 1941 in Erfurt) ist ein ehemaliger deutscher Politiker (CSU).
Er war von 1987 bis 1991 Parlamentarischer Staatssekretär beim Bundesminister für Umwelt, Naturschutz und Reaktorsicherheit, von 1991 bis 1993 beim Bundesminister für Verkehr und von 1993 bis 1998 beim Bundesminister für Ernährung, Landwirtschaft und Forsten.

## Ausbildung und Beruf
Nach dem Abitur am Benediktinergymnasium Ettal leistete Gröbl zunächst seinen Wehrdienst bei den Gebirgsjägern ab und absolvierte anschließend ein Studium der Forstwissenschaft an der Universität München, welches er mit dem Abschluss Diplom-Forstwirt beendete.
1969 wurde Gröbl persönlicher Referent des damaligen Generalsekretärs der CSU, Max Streibl. Von 1971 bis 1972 arbeitete er als Referent im neu gegründeten Bayerischen Staatsministerium für Landesentwicklung und Umweltfragen.

## Familie
Wolfgang Gröbl ist verheiratet und hat drei Kinder.

## Partei
Er ist seit 1969 Mitglied der CSU.

## Abgeordneter
Gröbl war von 1987 bis 1998 Mitglied des Deutschen Bundestages. Er zog stets als direkt gewählter Abgeordneter des Wahlkreises Starnberg in den Bundestag ein.

## Öffentliche Ämter
Wolfgang Gröbl war von 1972 bis 1987 Landrat des Landkreises Miesbach.
Nach der Bundestagswahl 1987 wurde Gröbl am 12. März 1987 als Parlamentarischer Staatssekretär beim Bundesminister für Umwelt, Naturschutz und Reaktorsicherheit in die von Bundeskanzler Helmut Kohl geführte Bundesregierung berufen. Nach der Bundestagswahl 1990 wechselte er am 25. Januar 1991 in gleicher Funktion zum Bundesminister für Verkehr. Anlässlich einer Kabinettsumbildung wurde er am 22. Januar 1993 zum Parlamentarischen Staatssekretär beim Bundesminister für Ernährung, Landwirtschaft und Forsten ernannt. Am 15. Januar 1998 schied er aus der Regierung aus.